# 13268 Trevorcorbin
13268 Trevorcorbin è un asteroide della fascia principale. Scoperto nel 1998, presenta un'orbita caratterizzata da un semiasse maggiore pari a 2,5918368 au e da un'eccentricità di 0,0963872, inclinata di 6,04655° rispetto all'eclittica.
L'asteroide è dedicato allo studente statunitense Trevor Eugene Corbin.